# Giuncaggio
Giuncaggio (kors. Ghjuncaghju) – miejscowość i gmina we Francji, w regionie Korsyka, w departamencie Górna Korsyka.
Według danych na rok 1990 gminę zamieszkiwało 76 osób, a gęstość zaludnienia wynosiła 5 osób/km².